# Recôncavo Baiano

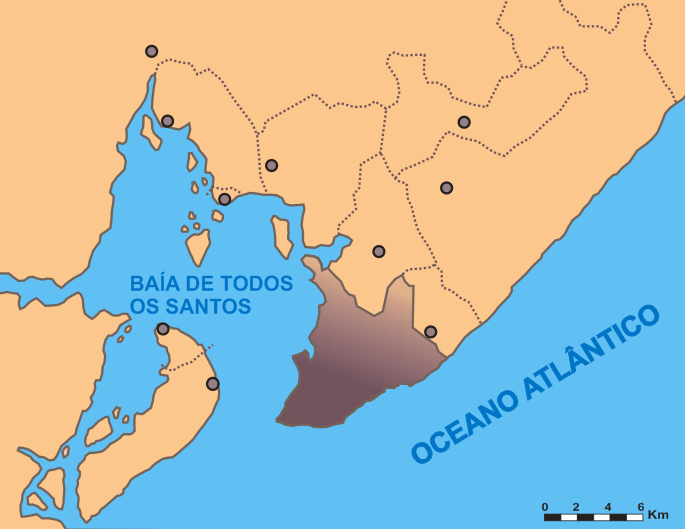
Mapa da Baía de Todos-os-Santos, com Salvador e a Região Metropolitana de Salvador em destaque

O Recôncavo Baiano é a região geográfica localizada em torno da Baía de Todos-os-Santos, abrangendo não só o litoral mas também toda a região do interior circundante à Baía.
Geograficamente, o Recôncavo Baiano inclui a Região Metropolitana de Salvador, onde está a capital do estado da Bahia, Salvador, e outras cidades circundantes à Baía de Todos-os-Santos, entre elas, as de maior representatividade histórica e econômica são: Santo Antônio de Jesus, Santo Amaro, Amargosa, Nazaré, Salinas da Margarida, Cachoeira, Jaguaripe, São Félix, Castro Alves, Maragojipe e Cruz das Almas. Entretanto, o termo Recôncavo é constantemente utilizado para referir-se às cidades próximas à Baía de Todos-os-Santos, limitando-se ao interior, ou seja, excetuando-se a capital do estado, Salvador, no limite norte.
A região é considerada muito rica em petróleo. Na agricultura, a cana-de-açúcar, mandioca, fumo e algumas culturas de frutas tropicais são propícias ao plantio. O termo, dicionarizado como brasileirismo, tem como sinônimo apenas recôncavo, na acepção de "extensa e fértil região da Bahia" e deriva da situação geográfica, em torno da Baía de Todos os Santos, que guarda grande riqueza cultural e histórica. Muitos estudiosos, porém, atribuem o termo ao princípio físico da Óptica, em referência à concavidade, à região côncava da Baía de Todos os Santos, explicando o termo "recôncavo".

## Geografia

### Cidades

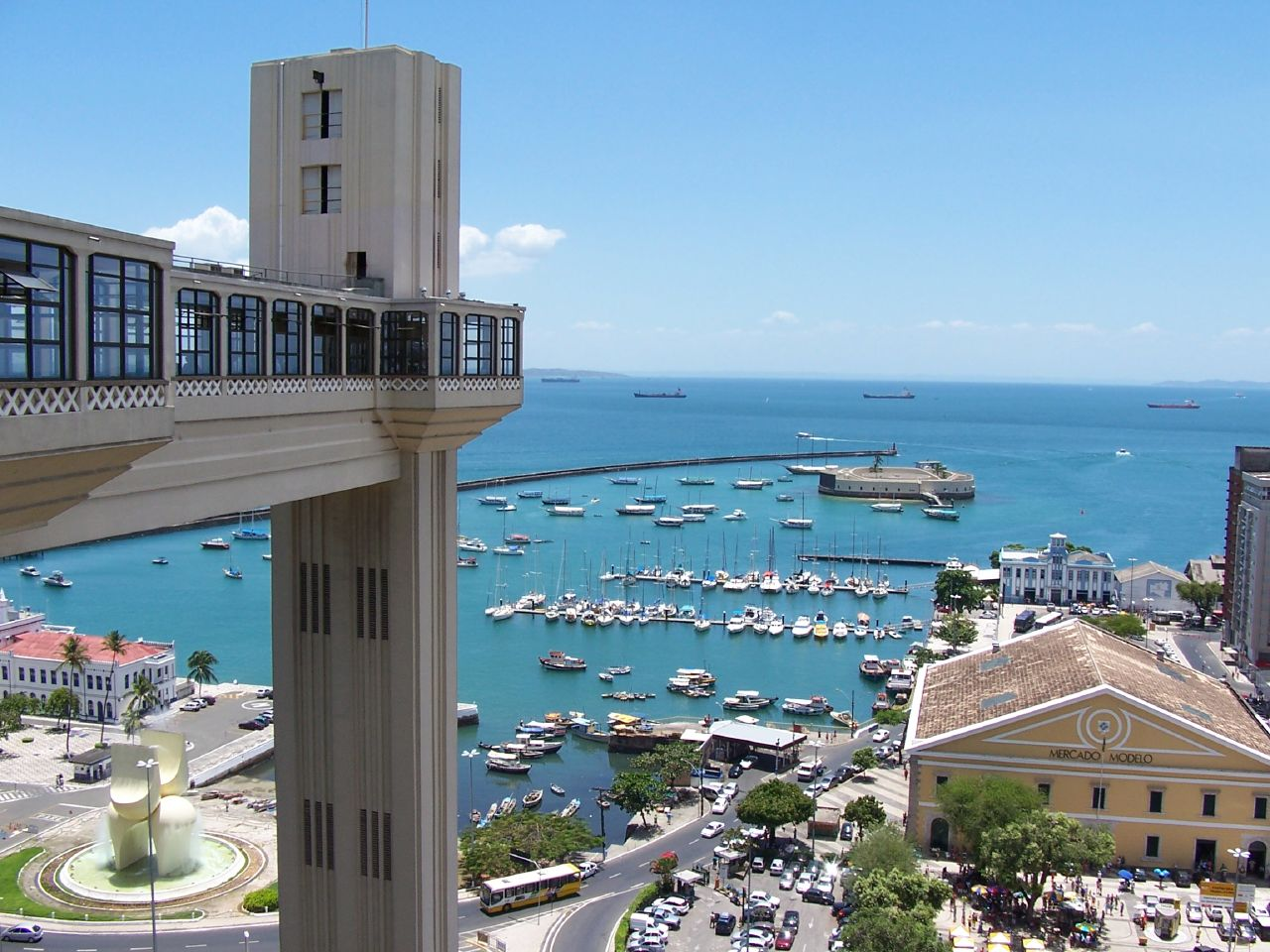
O Elevador Lacerda, o Mercado Modelo, a Marina e o Forte de São Marcelo vistos da Cidade Alta, em Salvador.

As cidades que compõem o Recôncavo Baiano são: Aratuípe, Cabaceiras do Paraguaçu, Cachoeira, Castro Alves, Conceição do Almeida, Cruz das Almas, Dom Macedo Costa, Governador Mangabeira, Itatim, Jaguaripe, Maragogipe, Muniz Ferreira, Muritiba, Nazaré, Salinas da Margarida, Santa Terezinha, Santo Amaro, Santo Antônio de Jesus, São Felipe, São Felix, São Miguel das Matas, São Gonçalo dos Campos, Sapeaçu, Saubara e Varzedo.

### Características físicas
Apresenta vegetação original de Mata Atlântica com ligeiras incursões exemplares característicos de caatinga e até de cerrado.

Mapa do Recôncavo da Bahia, 1899. Arquivo Nacional.

Os solos nos vales e regiões de foz dos rios Paraguaçu, Jaguaripe e Subaé são naturalmente rasos de boa drenagem, de média a alta fertilidade natural, com variações para arenoso de boa profundidade.
Também presente na região o solo do tipo massapê, de alta fertilidade, que se origina do resultado dos processos pedogenéticos de rochas ígneas e metaígneas como o basalto, gabro, xisto verde e clorita-xisto.

## Educação
Além da Universidade Federal da Bahia (UFBA) e o Instituto Federal da Bahia (IFBA), ambas com sede em Salvador, o Recôncavo Baiano também conta com outras duas Universidades Federais: a Universidade Federal do Recôncavo da Bahia (UFRB), com campi espalhados pelas cidades de Cruz das Almas, Santo Antônio de Jesus, Amargosa, Santo Amaro e Cachoeira, e a Universidade da Integração Internacional da Lusofonia Afro-Brasileira (UNILAB), com campus São Francisco do Conde. Além destas, em Santo Antônio de Jesus encontra-se um campus da Universidade do Estado da Bahia (UNEB) e, desde 1998, a Faculdade Adventista da BAHIA - FADBA (IAENE) que foi a primeira Instituição de Ensino Superior Privada da Região.

## Cultura

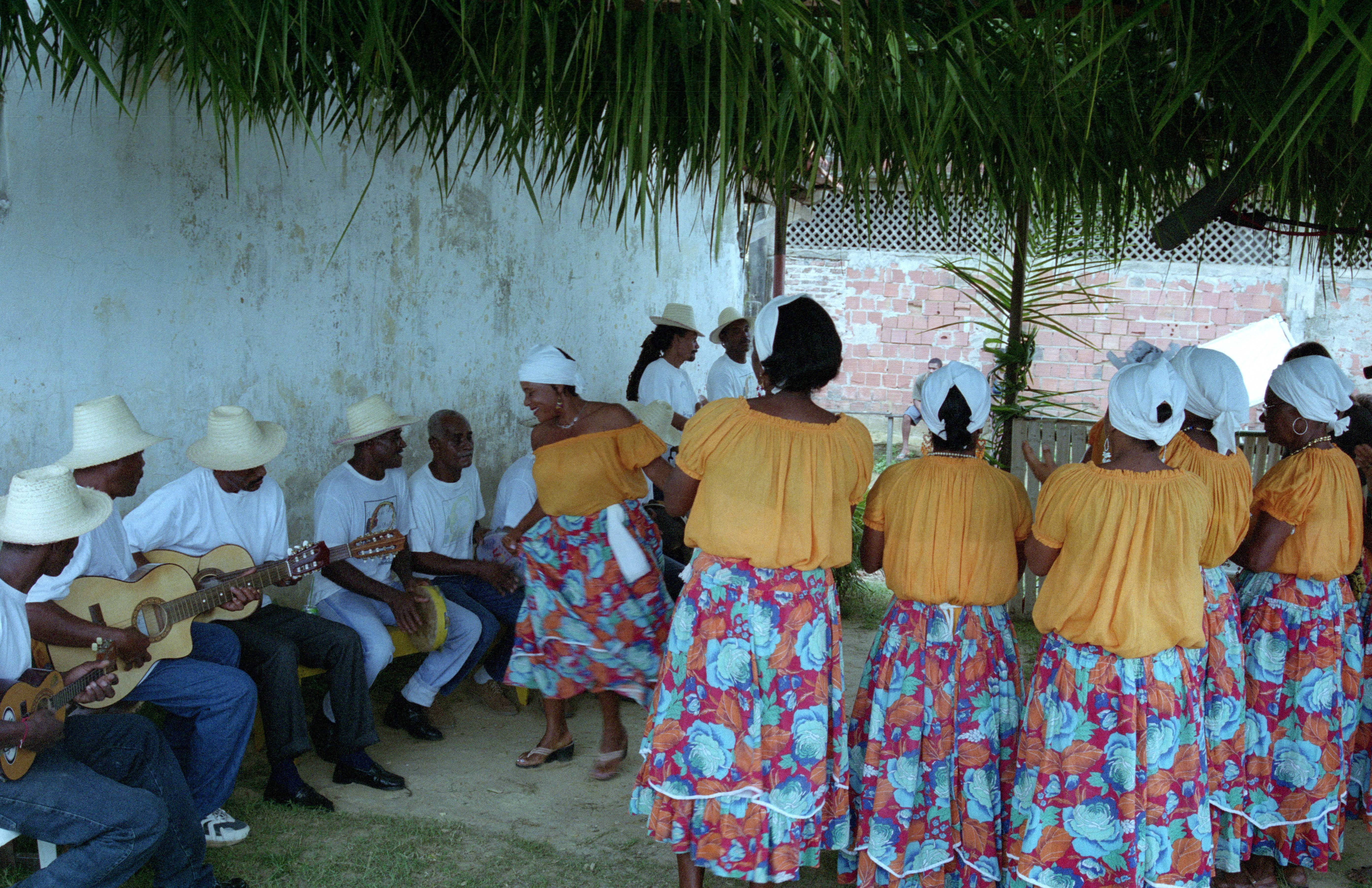
Samba de roda no Recôncavo Baiano

A região foi o berço do samba de roda, tendo sido o lugar onde, por volta de 1860, teriam surgido as primeiras manifestações do gênero musical, recentemente proclamado como Obra Prima do Patrimônio Oral e Imaterial da Humanidade pela UNESCO.
Segundo, o Recôncavo Baiano se destaca pela família Velloso (originalmente, com dois "l"), de Santo Amaro da Purificação, composta por cantores e escritores, entre eles os irmãos Caetano Veloso e Maria Bethânia, que iniciaram carreira na década de 1960.
Na cidade de Cachoeira, uma manifestação cultural revela o sincretismo que ocorre no Brasil, principalmente na Bahia, que é a Irmandade da Boa Morte, unindo os cultos católicos e das religiões afro-brasileiras.
No Recôncavo Baiano há também a tradição familiar de produzir licores de frutas, relacionada diretamente com os festejos juninos. As cidades da região que mais se destacam na produção de licores são Santo Antônio de Jesus e Cachoeira.

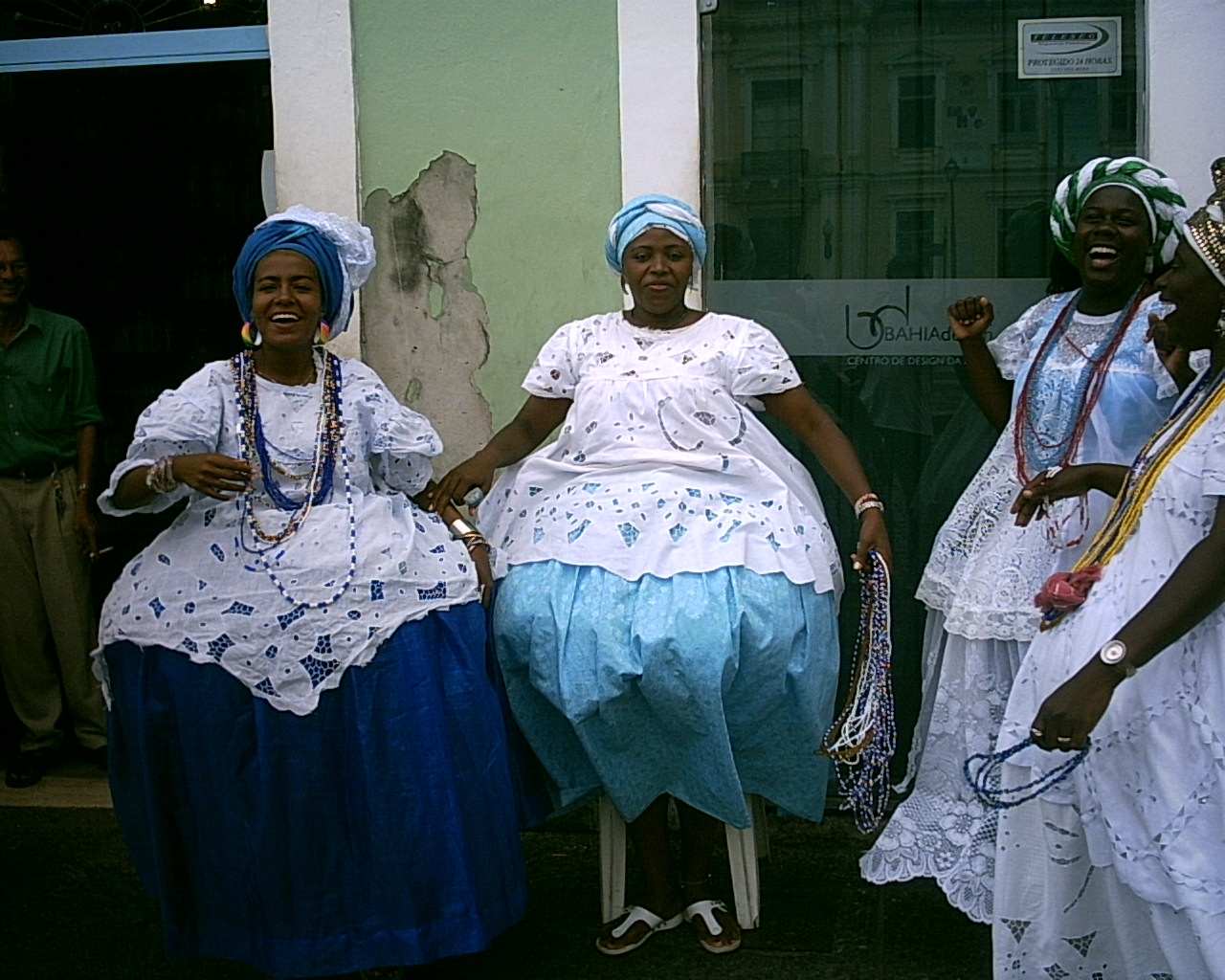
Salvador é a cidade com o maior número de afro-descendentes do Brasil.

### Legado africano
O Recôncavo Baiano é uma região brasileira de enorme influência africana. Para ali foram trazidos milhares de escravos, sobretudo para trabalharem na produção de cana de açúcar.
Um estudo genético realizado em municípios da região confirmou o alto grau de ancestralidade africana na região. Foram analisadas pessoas da área urbana dos municípios de Cachoeira e Maragojipe, além de quilombolas da área rural de Cachoeira. A ancestralidade africana foi de 80,4 por cento, a europeia 10,8 por cento e a indígena 8,8 por cento.
Um estudo genético realizado na população de Salvador confirmou que a maior contribuição genética da cidade é a africana (49,2 por cento), seguida pela europeia (36,3 por cento) e indígena (14,5 por cento). O estudo também concluiu que indivíduos que possuem sobrenome com conotação religiosa tendem a ter maior grau de ancestralidade africana (54,9 por cento) (exemplo: Graça, Fé, Misericórdia, Caridade, etc.) e a pertencer a classes sociais menos favorecidas.